# 学霸 (马来西亚综艺节目)
《学霸》（英語：Top Student），是马来西亚 电视台八度空间制作的综艺与益智节目。該节目由八度空间主办、教育部认证、马来西亚全国校长职工会协办、Bio-Green协力赞助。

## 第一季
- 第一集：播出学生在全国笔试，口试选拔赛与50强口才比试片段。进入16强的学校队伍包括砂拉越古晋中华第六小学、吉打双溪大年新光学校、槟城韩江小学、霹雳怡保圣母玛利亚华小、霹雳怡保培南华小、霹雳怡保三德华小、霹雳金宝培元华小、吉隆坡新街场光汉华小、雪兰莪首邦市力行华小、雪兰莪蕉赖十一哩华小、雪兰莪加影育华小学、巴生启明华小、甲洞帝沙再也华小、森美兰芙蓉万茂新村华小、柔佛新山宽柔二小与柔佛新山宽柔五小。初赛由时任教育部副部长张念群抽签。每场比赛将会有两所学校对阵。当集分数较高者进入决赛，并抱走两千令吉奖金；分数较低者淘汰，但有五百令吉为鼓励。比赛有三关，包括八方题库、学霸价值观与三语演说家。

- 第二集：由甲洞帝沙再也华小对垒柔佛新山宽柔二小。最后，由柔佛新山宽柔二小以276分，18.5分的差距战胜甲洞帝沙再也华小（257.5分）。

- 第三集：由森美兰芙蓉万茂新村华小对垒槟城韩江小学。最后，由槟城韩江小学以289分，9分的差距战胜森美兰芙蓉万茂新村华小（280分）。

- 第四集：由吉隆坡新街场光汉华小对垒砂拉越古晋中华第六小学。最后，由砂拉越古晋中华第六小学以276分，61分的差距战胜吉隆坡新街场光汉华小（280分）。

- 第五集：由霹雳金宝培元华小对垒雪兰莪蕉赖十一哩华小。最后，由霹雳金宝培元华小以293分，1分的微差战胜雪兰莪蕉赖十一哩华小（292分）。

- 第六集：由雪兰莪首邦市力行华小对垒雪兰莪加影育华小学。最后，由雪兰莪加影育华小学以273分，9分的差距战胜雪兰莪首邦市力行华小（264分）。

- 第七集：由霹雳怡保圣母玛利亚华小对垒柔佛新山宽柔五小。最后，由柔佛新山宽柔五小以261分，25分的差距战胜霹雳怡保圣母玛利亚华小（236分）。

- 第八集：由吉打双溪大年新光学校对垒霹雳怡保培南华小。最后，由吉打双溪大年新光学校以313分，105分的差距战胜霹雳怡保培南华小（280分）。

- 第九集：由霹雳怡保三德华小对垒巴生启明华小。最后，由巴生启明华小以256分，59分的差距战胜霹雳怡保三德华小（197分）。

- 第十集（决赛） ：由初赛胜出的八队，并带着初赛的分数进入决赛。晋级队伍包括柔佛新山宽柔二小、槟城韩江小学、砂拉越古晋中华第六小学、霹雳金宝培元华小、雪兰莪加影育华小学、柔佛新山宽柔五小、吉打双溪大年新光学校与巴生启明华小。最后，由霹雳金宝培元华小获得冠军，雪兰莪加影育华小学获得亚军，槟城韩江小学则获得季军。

## 节目变迁
| 马来西亚 八度空间 星期日 21:00－22:00 | 马来西亚 八度空间 星期日 21:00－22:00           | 马来西亚 八度空间 星期日 21:00－22:00 |
| ------------------------------------- | ----------------------------------------------- | ------------------------------------- |
|                                       | 学霸 （2019年6月2日 - 2019年8月4日)             |                                       |
| —                                     | —                                               |                                       |
| 星期日 21:00－22:00                   |                                                 |                                       |
| —                                     | 学霸 (第二季) （2020年12月20日 - 2021年2月28日) | —                                     |